# لیسله، کبک
لیسله (به فرانسوی: L'Islet) شهری در منطقه شهری لیزله ناحیه شودییر-آپالاش در استان کبک کانادا است. در سرشماری سال ۲۰۱۱ این شهر ۳٬۸۷۶ نفر جمعیت داشته‌است و مساحت آن ۱۱۹٫۴۴ کیلومتر مربع است.